# 2009 Stock
2009 Stock — тип подвижного состава для станций глубокого заложения Лондонского метрополитена. Как и все остальные вагоны, предназначенные для работы на линиях глубокого заложения, обладает округлым дизайном, максимально использующим габарит тоннеля. Главной отличительной характеристикой для поездов метро Лондонского метро является способность преодолевать тоннели диаметром 13 футов (около 4 м, точные диаметры тоннелей на разных линиях могут отличаться). Поезда 2009 Stock относятся к семейству Movia и были построены компанией Bombardier Transportation для линии «Виктория» Лондонского метрополитена. Всего было построено 47 восьмивагонных поездов, которые поступили на линию в период с июля 2009 года по июнь 2011 года. Составы данного типа вагонов созданы для замены устаревших изношенных поездов из вагонов 1967 серии, оснащённых системой автоматического движения поездов, эксплуатируемых на линии «Виктория» с 1 сентября 1968 года до 30 июня 2011 года. Это первая новая партия вагонов для линий глубокого заложения в сети метро Лондона после вагонов 1996 серии, введённых в эксплуатацию в 1997 году.
Вагон является полностью автоматическим. Первый из двух экспериментальных составов был отправлен на обкатку в Лондонский метрополитен в мае 2007 года, где состав проходил обкатку в ночные часы после прохождения испытаний на полигоне компании в городе Дерби. Данный тип состава также используется для тренировки и обучения машинистов лондонского метро.
С 21 июля по 4 августа 2007 года экспериментальный вагон был представлен на станции «Юстон» для ознакомления будущим пассажирам. Первый состав вышел на линию 21 июля 2009 года.
В сочетании с новой сигнальной системой, составы из вагонов данной серии отличаются повышенной надёжностью и благодаря своим характеристикам должны сократить время прохождения перегонов между станциями. Также данный тип вагона отличается повышенной вместимостью, более плавным ходом, большей шириной дверей (что важно при работе на линии в часы пик) и большей приспособленностью для передвижения инвалидов. Каждый состав состоит из 8 вагонов, имеет 252 места для сидения и 1196 стоячих места.

## Иллюстрации
- Вагон метро 2009 серии
- В депо
- Экспериментальный поезд на станции «Юстон»
- Салон экспериментального вагона
- Интерьер серийного вагона